# A 2000 éves férfi
A 2000 éves férfi Fodor Aladár és Szekula Jenő 1912-ben bemutatott némafilmje.